# Quadratala
Quadratala là một chi bướm đêm thuộc họ Noctuidae.